# IC 4906
IC 4906 је елиптична галаксија у сазвјежђу Паун која се налази на листи објеката дубоког неба у Индекс каталогу.
Деклинација објекта је - 60° 28' 7" а ректасцензија 19h 56m 47,7s. Привидна величина (магнитуда) објекта IC 4906 износи 12,0 а фотографска магнитуда 13,0. IC 4906 је још познат и под ознакама ESO 142-57, FAIR 64, AM 1952-603, PGC 63849.